# Жељко Самарџић
Жељко Самарџић (Мостар, 3. октобар 1955) српски и југословенски је певач народне и поп музике. Највеће успехе остварио је у Београду.

## Биографија
Пре рата је у Мостару изводио забавну музику, песме Кемала Монтена. Учествовао је на фестивалима „Ваш шлагер сезоне” и водио је кафић у центру града.
По избијању рата Жељко као избеглица стиже у Београд, где је певао по београдским дискотекама и кафанама. Након наступа у „Амбасадору”, снимио деби албум уз помоћ брачног пара Марина Туцаковић и Александром Радуловићем Футом. На фестивалу „Пјесма Медитерана” у Будви осваја награду за песму Сипајте ми још један виски. Са два албума, Судбина и Сећање на љубав, је постао познат широј публици и освајио је награде на фестивалима „Сунчане скале”, „Будва”, „Зрењанин”, престижне награде „Оскар популарности”, „Златни Мелос” и певач године.
У сарадњи са менаџером и композитором Сашом Драгићем одржао је солистичке концерте у Центру „Сава”. У том периоду снимио је песме Грлица, Сипајте ми још један виски, Да ме није, Добар дан туго, Боже чувај ту жену, Сећање на љубав, Имаш ме у шаци, Сунца никад не видела ти, Шта се пева у кафани, дуетске песме са Недом Украден (Само је небо изнад нас) и са Даворином Поповићем (Нема више ничега).
Као комерцијална звезда поп-музике ради турнеје и један је од оних који је и данас популаран на просторима некадашње Југославије.
На сарајевском фестивалу „Форте” освајио је награду са песмом Могу још да полудим, која је постала хит 2001. године. Његов осми албум Сентименталан човек био је албум године.
Има три кћерке.

## Дискографија

### Синглови
- 2010: Ставила се ноћ на њену страну (Очи боје дима)
- 2011: У име љубави
- 2012: Љубав на папиру
- 2012: Зауставите јануар
- 2013: Камелеон
- 2013: Компас за љубав
- 2013: Све што имам немам
- 2014: Душа
- 2020: Можда
- 2022: У тебе сам заљубљен
- 2022: Окупите
- 2023: Моја си
- 2024: Имаш ме у шаци
- 2025: Капућино

### Дуети
- 1996: Само је небо изнад нас (са Недом Украден)
- 2000: Никад не реци ускоро (са Ружицом Чавић)
- 2002: Штета баш (са Недом Украден)
- 2009: Нек живи живот (са Кемалом Монтеном)
- 2009: Зато крадем (дует са Милиграмом)
- 2010: Има наде (дует са Јеленом Розгом)
- 2011: Сарајево мени путује (дует са Јасном Госпић)
- 2013: Марија (дует са Игором Гарниером)
- 2014: Јесења балада (дует са Тамбурашким оркестром Рингишпил)
- 2016: Лаганини (дует са Зораном Драговићем)
- 2016: Искулирај (дует са Игором Гарниером)
- 2017: Да је среће (дует са групом Синергија)
- 2020: Алеје љубави (са Црвеном јабуком)
- 2021: Мале обичне ствари (дует са Слађаном Мандић)
- 2022: Некада и сад (дует са Сашом Матићем)
- 2023: Знам (са Калиопи)
- 2023: Кошћела (са Бјелопољске капљице)
- 2023: Теби једна мени две (са групом Љубавници)

### Албуми
- 1987: Једном кад нам дођу сиједе
- 1990: Жеља
- 1993: Око твоје неверно
- 1995: Судбина
- 1996: Сећање на љубав
- 1997: Звекет срца
- 1999: Све је моје твоје
- 2001: Сентименталан човек
- 2004: Покажи ми шта знаш
- 2006: Лице љубави
- 2009: Којим добром мила моја
- 2017: Мила

### Спотови
| Спот                       | Година | Режисер         |
| -------------------------- | ------ | --------------- |
| Добар дан туго             | 1996.  | —               |
| Грлица                     | 1996.  | —               |
| Имаш ме у шаци             | 1997.  | Дејан Милићевић |
| Ја те волим више           | 2004.  | —               |
| Да ме није                 | 1996.  | —               |
| Слутим                     | 1995.  | —               |
| Сипајте ми још један виски | 1995.  | —               |
| Ја кунем се у љубав        | 2006.  | —               |
| Месец у води               | 2006.  | —               |
| Живи били па видели        | 2008.  | —               |
| Не жалим                   | 2009.  | —               |
| Није за те                 | 2009.  | —               |
| После дуге везе            | 2006.  | —               |
| Има наде                   | 2010.  | Жељко Петрес    |
| У име љубави               | 2011.  | —               |
| Зауставите јануар          | 2013.  | —               |
| Компас за љубав            | 2015.  | —               |
| Ниси ти за мале ствари     | 2016.  | —               |
| Искулирај                  | 2016.  | —               |
| Пиво је наше море          | 2016.  | —               |
| Лаганини                   | 2016.  | —               |
| Мила                       | 2017.  | —               |
| А где си била ти           | 2018.  | —               |
| Не капирам                 | 2019.  | Марко Тодоровић |
| Окупите                    | 2022.  | —               |

## Фестивали
Први аплауз, Бања Лука:
- Моја Марија, '74

Ваш шлагер сезоне, Сарајево:
- Имена нису важна (са групом Рондо), '83

Југословенски избор за Евросонг:
- Линда (са групом Рондо), десето место, Скопље '84

Пјесма Медитерана, Будва:
- Сипајте ми још један виски, награда за најбољу интерпретацију, '95
- Да ли си икадa волео жену, '96
- Једнокреветна, 2000.
- Мала од палубе, 2001.
- Ти и твоја хаљина, 2004.

Међународни фестивал Форте, Сарајево:
- Могу још да полудим, 2000.

Сунчане скале, Херцег Нови:
- Све је сурово, треће место, 2000.

Беовизија:
- 9000 метара, 2003.

Радијски фестивал, Србија:
- Летња драга, 2010.
- Песнице и шарм, 2013.

Pink music fest:
- Душа, 2014.